# Fábio Bilica
Fábio Bilica, mit bürgerlichem Namen Fábio Alves da Silva, (* 4. Januar 1979 in Campina Grande, Brasilien) ist ein ehemaliger brasilianischer Fußballspieler.

## Karriere

### Verein
Sportlich hielt es ihn nie lange bei einem Verein. Teils weil er sich selbst dort nicht wohlfühlte, teils weil einfach seine Leistungen für eine Weiterbeschäftigung nicht ausreichten. Im Laufe der Saison 2004/05 holte ihn der 1. FC Köln, um seine Verteidigung zu verstärken. Am 28. Januar 2005 debütierte er beim 8:1-Sieg der Geißböcke gegen Wacker Burghausen in der 2. Bundesliga. Obwohl er fast in allen Spielen mitwirken durfte, musste er zum Ende der Saison den Verein wieder verlassen. In Köln fiel er wohl dem neuen Trainer Uwe Rapolder zum Opfer. Bei dessen Vorgänger Huub Stevens war er noch Stammspieler. Im Sommer 2005 wechselte er zum brasilianischen Spitzenverein FC Santos, bevor er nur ein halbes Jahr später beim FC Istres in der zweiten französischen Liga anheuerte. Nachdem sein Vertrag nach dem Abstieg des Vereins im Sommer 2007 nicht verlängert worden war, war er für einige Monate vereinslos, bis ihn im Dezember 2007 der rumänische Verein Universitatea Cluj unter Vertrag nahm. Aber auch hier spielte er nur ein halbes Jahr. Im Sommer 2008 wurde er vom türkischen Erstligisten Sivasspor verpflichtet. Für Sivasspor absolvierte Bilica 39 Pflichtspiele, in denen er zwei Tore erzielte. Zur Saison 2009/10 wechselte er zu Fenerbahçe Istanbul für 2,5 Millionen Euro und unterschrieb ein Dreijahresvertrag. Danach wechselte Fábio Bilica ablösefrei zur Spielzeit 2012/13 zum Aufsteiger Elazığspor für zwei Jahre. Mit seinem neuen Klub sicherte er sich als Stammkraft den Klassenverbleib. In der ersten Hälfte der Saison 2013/14 kam er kaum zum Einsatz. Am Saisonende musste Elazığspor absteigen. Er blieb dem Klub auch in der 1. Lig erhalten. Im März 2015 wurde er suspendiert, ehe sein Vertrag Anfang April 2015 aufgelöst wurde.
Zur Saison 2017 kehrte der Spieler in seine Heimat zurück, wo er bis zu seinem Karriereende 2021 durch unterklassige Klubs tingelte.

### Nationalmannschaft
Bilica spielte von 1998 bis 2000 in der brasilianischen U23- bzw. Olympiaauswahl und nahm an den Olympischen Sommerspielen 2000 in Sydney teil. Dort spielte er unter anderem gemeinsam mit Ronaldinho, Lúcio, Fábio Aurélio und Alex und erreichte als Gruppensieger der Vorrunde das Viertelfinale, in dem er nach Verlängerung gegen die späteren Goldmedaillengewinner aus Kamerun ausschied. In diesem Turnier stand er in allen Spiele seiner Mannschaft in der Startelf.

## Erfolge
AC Venedig (1998–2002)
- Aufstieg in die Serie A: 2001

1. FC Köln (2005)
- Aufstieg in die 1. Bundesliga und Meister der 2. Bundesliga: 2005

Sivasspor (2008–2009)
- Türkische Meisterschaft: Vize 2009

Fenerbahçe Istanbul (2009–2012)
- Türkischer Supercup: 2009
- Türkische Meisterschaft: Vize 2010, Meister 2011, Vize 2012
- Türkischer Pokal: Finalist 2010, Sieger 2012